# Tendaba
Tendaba är en ort i Gambia. Den ligger i regionen Lower River, i den centrala delen av landet, 80 km öster om huvudstaden Banjul. Antalet invånare var 388 vid folkräkningen 2013.